# Gladiolus perrieri
Gladiolus perrieri är en irisväxtart som beskrevs av Peter Goldblatt. Gladiolus perrieri ingår i släktet sabelliljor, och familjen irisväxter. Inga underarter finns listade i Catalogue of Life.